# فيرايزون للاتصالات
فيرايزون للاتصالات (بالإنجليزية: Verizon Communications Inc.) هي تكتّل اتصالات أمريكيّ عملاق مُتعدِّد الجنسيات، وجزء من مؤشِّر داو جونز الصناعيّ. تقع مقرَّات الشركة في جادَّة أميريكاز رقم 1095 في منطقة ميدتاون منهاتن في مدينة نيويورك، ولكنَّها مُسجَّلة في ولاية ديلاوير.
أصدرت وزارة العدل الأمريكيَّة في عام 1984 قرارًا يُلزم شركة أيه تي أند تي بتقسيم نظام بيل للشركات إلى سبع شركات مُنفصلة. اندرجت كل واحدة من هذه الشركات رسميًا تحت مظلَّة شركة بيل الإقليميَّة العاملة، والتي كان يُشار إليها باسم شركات بيل الصغار. أُعلِنَ عن استحداث شركة بيل أتلانتك وهي إحدى هذه الشركات المُنبثقة عن شركة نظام بيل الأم في نفس العام. تألَّفت هذه الشركة بدورها من عدَّة شركات عاملة مُنفصلة وهي شركة بيل نيوجيرسي، وشركة بيل بنسلفانيا، وشركة دايموند للاتصالات، وشركة سي أند بي للاتصالات، فضلًا عن منصَّة خاصَّة بالتداول تمتد من نيوجيرسي حتَّى فرجينيا.
أخذت جميع الشركات العاملة التابعة لبيل أتلانتك القابضة اسم شركتهم الأم كجزء من الحملة الراميَّة لتجديد العلامة التجاريَّة لشركة نظام بيل المنفصلة في منتصف تسعينيات القرن العشرين. أعلنت شركة بيل أتلانتك عن توسُّعها في كل من ولاية نيويورك، وولايات منطقة نيو إنجلند بالاشتراك مع شركة نيكس نيويورك في عام 1997. حافظت الشركة الناشئة عن عملية الاندماج على اسم بيل أتلانتك، ونقلت مقرَّاتها من مدينة فيلادلفيا إلى المقرَّات القديمة لشركة نيكس في نيويورك. أعلنت بيل أتلانتك في عام 2000 عن استحواذها على شركة جي تي إي. كانت هذه الشركة تشرف على تشغيل البنية التحتيَّة للاتصالات في معظم مناطق الولايات المتَّحدة الأخرى التي لم تكن تتواجد فيها شركة بيل أتلانتك. هذا وقد بادرت الشركة إلى تغيير اسمها إلى «فيرايزون» وهو لفظ منحوت مُشتَّق من كلمتيّ «فيريتاس» اللاتينيَّة بمعنى «الحقيقة»، وكلمة «هورايزون» الإنجليزيَّة بمعنى «أفق».
أعلنت فيرايزون عن توسيع مجال نشاطاتها بعد استحواذها على شركة أيه أو إل في عام 2015، وأعلنت بعد ذلك بسنتين عن استحواذها على شركة ياهو!. دمجت الشركة هاتين الشركتين في بادئ الأمر تحت مظلَّة شركة أوث، ولكن غيَّرت بعدها الاسم ليصبح قسم فيرايزون الإعلاميّ. كانت فيرايزون بحلول عام 2016 واحدة من ضمن ثلاث شركات باقيَّة انبثقت عن نظام بيل للشركات حيث كان وجود الشركتين الأخرتين نتيجة لصفقات الاندماج التي مرَّت بها شركات نظام بيل بعد تفكُّكها. أعلنت سي بي سي للاتصالات عن شرائها شركة أيه تي أند تي، وغيَّرت اسمها ليقترن بها. كما أعلنت شركة لومن للتقانات (كانت تُدعى سينشري لينك) عن صفقة لشراء شركة كويست في عام 2011.
في أبريل عام 2019، أصبحت شركة فيرايزون للاتصالات اللاسلكيَّة (وهي شركة تابعة لفيرايزون) ثاني أكبر خدمة مزوِّد اتصالات في الولايات المتَّحدة حيث بلغ عدد عملائها 153.1 مليون شخص. كانت فيرايزون اعتبارًا من عام 2017 شركة الاتصالات الوحيدة التي تعرض أسهمها للتداول العام، والشركة الوحيدة في قطاعها التي تبادر إلى إدراج أسهمها في الولايات المتَّحدة في كل من بورصة نيويورك (كسوق رئيسيَّة)، وبورصة نازداك (كسوق فرعيَّة). كما أنَّها ثاني أكبر شركة اتصالات بحسب قيمة عائداتها بعد أيه تي أند تي، وذلك اعتبارًا من عام 2017.

## التاريخ

### شركة بيل أتلانتك (1983-2000)
يعود تاريخ استحداث شركة بيل أتلانتك إلى عام 1984 حيث كانت واحدة من شركات بيل الإقليميَّة العاملة التي انبثقت عن انقسام مجموعة نظام بيل. تضَّمنت الشركات العاملة التابعة لشركة بيل أتلانتيك كلًا من:
- شركة بيل الهاتفيَّة في بنسلفانيا[37]
- شركة بيل الهاتفيَّة في نيوجيرسي[38]
- شركة دايموند الهاتفيَّة[39]
- شركة سي أند بي الهاتفيَّة[39] (تتبع لها أربع شركات فرعيَّة)[40]

غطَّت نشاطات شركة بيل أتلانتك بالأصل كلًا من ولايات نيوجيرسي، وبنسلفانيا، وديلاوير، وميريلاند، وفرجينيا الغربيَّة، وفرجينيا، وواشنطن العاصمة.
تولَّى الرئيس التنفيذيّ ورئيس بيل أتلانتك رايموند سميث الإشراف على عملية دمج الشركة مع شركة نيكس نيويورك في عام 1996. وبعدها نقلت الشركة مقرَّاتها بعد الإعلان عن صفقة الدمج من مدينة فيلادلفيا إلى مدينة نيويورك. وأخذت نيكس اسم شركتها الأم في عام 1997.

### صفقات الدمج (2000-2002)

شعار فيرايزون القديم الذي استعملته الشركة من 19 مايو عام 1998 حتَّى 1 سبتمبر عام 2015

غيَّرت شركة بيل أتلانتك اسمها لتعتمد اسم «فيرايزون للاتصالات» في يونيو عام 2000، وجاء هذا التغيير على خلفية موافقة هيئة الاتصالات الفيدراليَّة على صفقة الدمج مع شركة جي تي إي للاتصالات والبالغة قيمتها 64.7 مليار دولار. هذا وقد توصَّلت الشركتين إلى الاتفاق بعد نحو سنتين من المفاوضات التي كانت قد بدأت في يوليو عام 1998. اشترطت الهيئة على الطرفين بعد إصدارها للموافقة خمسة وعشرين شرطًا قانونيًا تهدف جميعًا إلى ضمان استمرارية المنافسة بين الشبكات الهاتفيَّة المحليَّة مثل تأكيدها على أحقية الجميع بالاستثمار في أسواق جديدة وتقنيات اتصال النطاق العريض. ترأَّس الشركة الجديدة الناتجة عن صفقة الاندماج رئيسين تنفيذيَّين مُشتركين وهما الرئيس التنفيذيّ السابق لشركة جي تي إي تشارلز لي، والرئيس التنفيذيّ لبيل أتلانتك إيفان سيدنبيرغ.
أصبحت فيرايزون نتيجة الصفقة أكبر شركة هاتفيَّة محليَّة في الولايات المتَّحدة حيث بلغ عدد الخطوط الهاتفيَّة التي أدارتها 63 مليون خط توزَّعت على أربعين ولاية. في حين بلغ عدد العملاء المشتركين في خدمة خطوط الهواتف المحمولة 25 مليون شخص. وفضلًا عن ذلك فقد استطاعت فيرايزون تقديم خدمات الإنترنت والاتصال عبر مسافات بعيدة في ولاية نيويورك قبل توسُّعها إلى ولايات أخرى في وقتٍ لاحقٍ.
استوحت الشركة اسم فيرايزون من الجمع ما بين كلمة «فيريتاس» اللاتينيَّة بمعنى «الحقيقة»، وكلمة «هورايزون» الإنجليزيَّة بمعنى «أفق». وقع الاختيار على هذا الاسم من بين أكثر 8,500 مرشح آخر. هذا وقد أنفقت الشركة 300 مليون دولار على تسويق علامتها التجاريَّة الجديدة.
أعلنت بيل أتلانتك عن استحداث شركة فيرايزون للاتصالات اللاسلكيَّة في شراكة مُحاصة مع شركة فوادفون البريطانيَّة للاتصالات في أبريل عام 2000، وذلك قبل شهرين من إعلان هيئة الاتصالات الفيدراليَّة عن موافقتها النهائيَّة على تشكيل شركة فيرايزون للاتصالات. اتفقت الشركتان على جعل شركة فيرايزون للاتصالات اللاسلكيَّة شركةً مستقلةً بحد ذاتها مع اشتراط تبعيتها الإداريَّة لبيل أتلانتك التي كانت تستحوذ على 55% من أسهمها. أمَّا فودافون فكانت تملك نسبة 45% المتبقيَّة من هذه الشركة المُشتركة. قُدِّرت قيمة الصفقة بنحو 70 مليار دولار، وكانت إحدى نتائجها الإعلان عن مزوِّد خدمة اتصالات خليويَّة بلغ عدد المشتركين فيه نحو 23 مليون شخص. نصَّت صفقة الشراكة بين الطرفين على دمج شبكة بيل أتلانتك اللاسلكيَّة مع جميع خدمات جي تي إي، والعمليات الخدميَّة لكل من شركة آير-تاتش وبرايم-غو التابعتين لفودافون، لتصبح جميعها تحت مظلَّة شركة فيرايزون للاتصالات اللاسلكيَّة. استطاعت الشركة الناشئة نظرًا لحجمها الضخم تأمين خدمات الاتصال اللاسلكيّ على مستوى كامل البلاد بأسعار تنافسيَّة مما أعطاها الأفضلية على منافسيها المحليين الذين انحصر وجودهم ضمن مناطق محدَّدة.
أعلنت شركة فيرايزون للاتصالات اللاسلكيَّة خلال سنتها الأول عن إطلاق خدمة ويب موبايل التي مكَّنت عملائها من تصفح عدد من مواقع الإنترنت التابعة لشركائها مثل إي-تريد، وأمازون، وأيه بي سي نيوز، وإي سي بي إن، وتيكت ماستر، وإم إس إن. كما اُشتهِرت الشركة بعروضها مثل العرض الذي مكَّن عملائها من الحصول على هاتف محمول مجانيّ في حال اشتراكهم بعقد خدمات بمدة عامين. أعلنت فيرايزون للاتصالات اللاسلكيَّة بعد ذلك عن توقيعها على شراكة مع إم إس إن في عام 2002 حيث اتفقت الشركتان على إطلاق خدمة في زي دبليو الخاصَّة بالمحتوى الرقميّ على الهواتف المحمولة. كذلك اتفق الطرفان على إطلاق هاتف محمول يستعمل بعضًا من ميزات نظام تشغيل مايكروسوفت ويندوز.
خرج نحو ثمانية ألاف عامل من عمَّال فيرايزون في اضراب استمر لثمانية عشر يومًا في شهر أغسطس من عام 2000، وجاء ذلك على خلفية انتهاء مدَّة عقودهم النقابيَّة المبرمة مع الشركة. أثَّر الإضراب على العائدات الربعيَّة لشركة فيرايزون للاتصالات اللاسلكيَّة مما دفع إلى تأجيل الطرح الابتدائيّ لاسهم الشركة في أسواق التداول. وتبِعَ هذا إلغاء الطرح بعدما سدَّت أرباح الشركة المتزايدة الحاجة إلى جمع العائدات لتمويل رأسمال الشركة في عام 2003. لم يشارك جميع موظَّفي الشركة في الإضراب لأن معظم الموظَّفين التقنيين الذين يتولون صيانة الخطوط أو يعملون على تقديم خدمة العملاء كانوا بالأصل أعضاء في نقابات عماليَّة.
أعلنت فيرايزون عن إطلاق خدمة الجيل الثالث من الاتصال المحمول في عام 2002. مكَّنت الخدمة الجديدة العملاء من التمتع بسرعات إنترنت مُضاعفة وصلت إلى 144 كيلوبت في الثانية. وفي أغسطس عام 2002، بدأت فيرايزون تقديم خدمات باقات الاتصال عبر الإنترنت، والمكالمات الخلويَّة، والاتصال لمسافات بعيدة لجميع عملائها بعدما انحصر توفر هذه الخدمات في بادئ الأمر ضمن ولايتيّ نيويورك، وماساتشوستس.

### الفترة من عام 2003 حتَّى عام 2005
أعلنت شركة فيرايزون للاتصالات اللاسلكيَّة في يونيو عام 2003 عن مباشرتها الالتزام بالشرط الجديد الذي أقرَّته هيئة الاتصالات الفيدراليَّة. يضمن الشرط حق المستخدمين نقل أرقامهم من شبكة اتصالات محمولة إلى شبكة أخرى دون أن يطرأ عليه أي تغيير. استطاعت الشركة اجتذاب مليون ونصف مشترك جديد في الربع الماليّ الذي أعقب الإعلان عن هذا التغيير حيث لعبت هذه الميزة دورًا في اجتذاب مشتركين جدد. استطاعت الشركة الالتحاق بمؤشِّر داو جونز الصناعيّ في شهر أبريل من عام 2004، بعدما استبدلت منافستها أيه تي أند تي التي كانت في السابق جزءًا من المؤشِّر منذ الكساد الكبير.
في 22 ديسمبر عام 2004، أعلنت الشركة عن حظر خوادم موقعها الإلكترونيّ من استقبال البريد من أوروبا كإعداد افتراضيّ بسبب العدد الكبير من رسائل السخام الذي تلقته الشركة من المنطقة. هذا وقد أتاحت الشركة خيار رفع الحظر عن نطاقاتها بناءً على طلبات المشتركين.
أعلنت فيرايزون عن إطلاق خدمة فيوس للاتصال بالإنترنت عبر الألياف البصريَّة في مدينة كيلر بولاية تكساس في عام 2004. وأعقب ذلك إطلاق الشركة لخدمة فيوس التلفزيونيَّة بمدينة كيلر في سبتمبر عام 2005. وصلت نسبة المنازل المشتركة محليًا بخدمة الإنترنت الجديدة نحو عشرين بالمئة بحلول نهاية عام 2004. هذا وقد وسَّعت خدمة فيوس التلفزيونيَّة من باقتها وتغطيتها حيث أتاحت لعملائها أكثر من 350 قناة تلفزيونيَّة ضمن ثماني ولايات أمريكيَّة اعتبارًا من يناير عام 2006. كما ضمَّت الباقة عشرين قناة عاليَّة الدقة بالإضافة إلى خدمة الفيديو حسب الطلب.

### الاستحواذ على إم سي آي
بدأت فيرايزون إجراء مفاوضات للاستحواذ على شركة إم سي آي للاتصال المحمول عبر مسافات بعيدة في عام 2005. إذ قبلت الشركة في بادئ الأمر عرض فيرايزون البالغ قيمته 6.75 مليار دولار في شهر فبراير، ولكنَّها تراجعت عنه بعد حصولها على عرض بمبلغ أعلى من شركة كويست للاتصالات. رفعت فيرايزون قيمة عرضها إلى 7.6 مليار دولار (بسعر 23.50 دولار للسهم الواحد) مما أقنع شركة إم سي آي بقبوله والإبرام على الاتفاق بتاريخ 29 مارس عام 2005. مكَّن اتفاق الاستحواذ فيرايزون من إدارة شؤون عملاء الشركة البالغ عددهم نحو مليون عميل، فضلًا عن التحكم بمفاصل شركات إم سي آي القابضة دوليًا وهو ما وسَّع وعزَّز من حضور فيرايزون في الأسواق العالميَّة. دفعَ هذا التقدم المُحرز فيرايزون إلى تأسيس فرع خاص بالأعمال من أجل تولّي أمور عملاء الشركة في كل من القطاع الحكوميّ وقطاع الأعمال. وافقت هيئة الاتصالات الفيدراليَّة على الصفقة التي وصلت قيمتها النهائيَّة إلى 8.5 مليار دولار بتاريخ 5 نوفمبر عام 2005. هذا وقد ارتفعت عائدات الشركة بنحو 20% في سنة 2006 نتيجة الصفقة المبرمة.

### الفترة من عام 2006 حتَّى عام 2010
نقلت صحيفة يو إس أيه توداي في تقرير نشرته في مايو عام 2006 قيام كل من فيرايزون، وأيه تي أند تي، وبلوساوث بتسليم سجِّلات المكالمات الأرضيَّة لوكالة الأمن القوميّ عقب هجمات الحادي عشر من سبتمبر الإرهابيَّة. رفع محاميَّين اثنين دعوى قضائيَّة بقيمة 50 مليار دولار على الشركة بالنيابة على مشتركيها كتعويض عن انتهاكها لخصوصيات المستخدمين، وبغية منعها من تسليم سجّلات جديدة دون الحصول على موافقة عملائها أو إشعارهم بصورة مسبقة. نظَّم ناشطون يومًا وطنيًا للغضب خرجوا خلاله في مظاهرات احتجاجًا على ممارسات شركات الاتصال في هذا الصدد. ادَّعت فيرايزون في عام 2007 أنَّ استجابتها للمحاولات الحكوميَّة من أجل الاطِّلاع على سجّلات ومعلومات مكالمات عملائها انحصرت فقط على «الطلبات المشروعة» على حد تعبير الشركة، ولكنَّها اعترفت بتسليمها لمعلومات مكالمات عملائها للوكالات الحكوميَّة الأمريكيَّة 720 مرَّة دون أمر قضائيّ مُلزم خلال الفترة من عام 2005 حتَّى عام 2007.
فازت فيرايزون في دعوى قضائيَّة على شركة فوناج بخصوص انتهاك في الحقوق القانونيَّة لثلاثة براءات اختراع في مارس عام 2007. كانت هذه البراءات الثلاث قد سُجِّلت باسم شركة بيل أتلانتك في عام 1997. ترتبط براءات الاختراع بابتكار طريقة لتحويل عناوين الآي بي إلى أرقام هاتفيَّة وهي واحدة من التقانات الأساسيَّة التي تستعملها شركة فوناج في خدماتها. حصلت فيرايزون على تعويض عن خسائرها نتيجة الانتهاك بمبلغ قيمته 58 مليون دولار، فضلًا عن حصولها على الحق القانونيّ بتلقي الرسوم الماليَّة المستقبليَّة عند استعمال فوناج لهذه التقنية. كذلك خسرت فوناج طلب استئناف بالحكم بعدما أمرتها المحكمة بدفع تعويض قدره 120 مليون دولار لفرايزون.
أعلنت فيرايزون عن استحواذها على شركة سايبرترست الخاصَّة بخدمات أمن المعلومات الدوليَّة في شهر مايو من عام 2007.
تراجعت شركة فيرايزون للاتصالات اللاسلكيَّة في سبتمبر عام 2007 عن قرار مثير للجدل مَنعت فيه منظَّمة نارال المناصرة لحق المرأة بالإجهاض من الاستعانة برمز قصير يمكن من خلاله للمنظَّمة مراسلة أعضائها ممن اشتركوا بخدمة الرسائل القصيرة الخاصَّة بالمجموعة. رفضت الشركة في بادئ الأمر منح المنظَّمة إمكانية الوصول إلى الرمز القصير بداعي حق المستخدمين في حظر «الرسائل الجدلية أو البغيضة» على حد تعبير الشركة.
أعلنت فيرايزون للمرَّة الأولى عن افتتاح شبكاتها للتطبيقات والأجهزة الوسيطة في نوفمبر عام 2007. جاء هذا القرار على خلفية مساعي الشركة للمشاركة في مزاد الـ700 ميغاهيرتز لمجال الوصول المفتوح الذي أعلنت هيئة الاتصالات الفيدراليَّة عن انطلاقه في عام 2008. فاز عرض الشركة البالغ قيمته 9.4 مليار دولار بمعظم رخص أمواج الاتصالات الهوائيَّة الممنوحة في المزاد على المستويين الوطنيّ والمحليّ، وهو ما مكَّن الشركة من الوصول إلى نحو 469 مليون شخص، بالإضافة إلى توسيعها لمجال خدمة إنترنت الجيل الرابع التي تقدِّمها الشركة.
أعلنت شركة فيرايزون للاتصالات اللاسلكيَّة في يونيو عام 2008 عن استحواذها على شركة آلتيل لشبكة الهواتف الخلويَّة بصفقة بلغت قيمتها 28.1 مليار دولار. استطاعت فيرايزون من خلال هذه الصفقة ضم ثلاثة عشر مليون مستخدم جديد لقاعدة عملائها مما جعلها تتجاوز منافستها أيه تي أند تي من حيث عدد العملاء، فضلًا عن وصولها إلى أسواق جديدة في المناطق الريفيَّة من البلاد.
سدَّدت شركة فيرايزون للاتصالات اللاسلكيَّة في أكتوبر عام 2010 غرامات وتعويضات بقيمة 77.8 مليون دولار كانت قد فرضتها هيئة الاتصالات الفيدراليَّة على الشركة، وجاء ذلك على خلفية فرض الشركة لمبالغ زائدة عن الحد الطبيعيّ على 15 مليون من عملائها بداعي استخدامهم لخدمات التجوال واستخدام البيانات. اعتبرت الشركة أنَّ المبالغ الزائدة المفروضة على هؤلاء العملاء كانت بالخطأ، وأشارت إلى أنَّ الزيادة لم تتجاوز بضع دولارات لكل مشترك.
بدأ منتدى 4تشان باستقبال شكاوى في 4 فبراير عام 2010 أفادت بمواجهة مستخدمي شركة فيرايزون لمشاكل صعَّبت عليهم الولوج للمنتدى الشهير. خلص مدراء الموقع إلى تأثر المدخل رقم ثمانين من عنوان النطاق بالنسبة لمستخدمي فيرايزون وهو ما دفعهم للاعتقاد بأنَّ الحظر كان متعمدًا وليس عرضيًا. وبالفعل فقد أكَّدت شركة فيرايزون للاتصالات اللاسلكيَّة قرارها الصريح بحجب الموقع في 7 فبراير عام 2010. وجاء هذا الحظر بعدما اكتشف الخبراء الأمنيين في الشركة حصول هجمات صادرة عن عنوان آي بي مرتبطة بشبكة 4تشان. هذا وقد رفعت فيرايزون الحجب عن الموقع بعد عدَّة أيام.
اتفق كل من رئيس فيرايزون ورئيس غوغل في أغسطس عام 2010 على تعريف أطر مبدأ الحياد الشبكيّ والحد منه.
أعلنت فيرايزون عن خدمة إنترنت الجيل الرابع العاملة بمعيار التطور طويل الأمد في ديسمبر عام 2010. إذ طرحت الشركة الخدمة في ثمانية وثلاثين سوقًا في بادئ الأمر، بالإضافة إلى عدد من المطارات وسبع مدن أخرى. كما أعلنت الشركة عن خطط لتوسيع وتحسين خدمة إنترنت الجيل الرابع الخاصَّة بها لمدَّة ثلاث سنوات.

### بيع الكابلات السلكية (الفترة 2005-2010 وعام 2015)
نقلت فيرايزون عمليات تركيب وصيانة الكابلات السلكيَّة في عدَّة ولايات خلال الفترة من عام 2005 حتَّى عام 2010 إلى شركة فرونتير. كان الهدف من هذا القرار تركيز الشركة على شبكاتها اللاسلكيَّة، فضلًا عن خدمات فيوس للاتصال عبر الإنترنت وخدماتها تلفزيونيَّة التي أطلقتها حديثًا. باعت الشركة نحو 700 ألف خط في ولاية هاواي خلال عام 2005. كما أطلقت فيرايزون عدَّة أعمال تجاريَّة مستقلة تولَّت أمر خطوط الشركة السلكيَّة في ولايات مين، ونيوهامبشر، وفيرمونت في شهر يناير من عام 2007. هذا وقد اشترت شركة فيربوينت للاتصالات هذه الخطوط بصفقة بلغت قيمتها 2.72 مليار دولار. كذلك تخلَّت الشركة عن خدمات الخطوط الهاتفيَّة وباعتها في عام 2006.
أعلنت الشركة في مايو عام 2009 عن نقل ملكية الخطوط السلكية في ولايات أريزونا، وأيداهو، وإلينوي، وإنديانا، وميشيغان، ونيفادا، وكارولاينا الشماليَّة، وأوهايو، وأوريغون، وكارولاينا الجنوبيَّة، وولاية واشنطن، وفرجينيا الغربيَّة، وويسكونسن إلى شركة أخرى ودمجتها مع شركة فرونتير للاتصالات في صفقة قُدِّرت قيمتها بنحو 8.6 مليار دولار. أبرمت فيرايزون في عام 2016 صفقة باعت فيها عمليات تركيب وصيانة الخطوط السلكيَّة في ولايات تكساس، وفلوريدا، وكاليفورنيا إلى شركة فرونتير.

### من عام 2011 حتَّى الوقت الحاضر
عقدت فيرايزون صفقة استحوذت فيها على شركة تيرمارك لخدمات تقانة المعلومات بقيمة 1.4 مليار دولار في 27 يناير عام 2011. أعلن الرئيس التنفيذيّ إيفان سيدنبيرغ عن تقاعده من الشركة في 1 أغسطس عام 2011، ليخلفه لويل مكآدم.
وجَّهت منظَّمة الحملة العامَّة وهي منظَّمة محايدة سياسيًا انتقادات بحق الشركة على ممارساتها في التهرُّب الضريبيّ في ديسمبر عام 2011. هذا وقد جاء ذلك بعدما أنفقت الشركة 52.34 مليون دولار في جهودها للضغط على السلطات والمسؤولين الحكوميين مقابل حصولها على 951 مليون دولار من المستردَّات والحسوم الضريبيَّة خلال الفترة من عام 2008 حتَّى عام 2010. وكانت فيرايزون في نفس الوقت قد قد جنت أرباحًا بلغ مجموعها 32.5 مليار دولار. كذلك انتقد نفس التقرير فيرايزون على زيادتها لنسب المستحقَّات الماليَّة لأعلى خمس مدراء في الشركة بنسبة 167% في عام 2010، فضلًا عن تسريحها لـ21,308 موظَّف في الفترة من عام 2008 حتَّى عام 2010. بيدَّ أنَّ الكشف الضريبيّ الذي رفعته فيرايزون للجنة الأوراق الماليَّة والبورصة بتاريخ 24 فبراير 2012 كشف تسديد الشركة لما مجموعه 11.1 مليار دولار (وهذا يشمل ضرائب الدخل والتوظيف والمِلكية) خلال الفترة من عام 2009 حتَّى عام 2011. وعلاوةً على ذلك فقد كشفت تقارير الشركة الماليَّة المرفوعة للجنة الأوراق الماليَّة والبورصة منذ عام 2008 أنَّ معظم الانخفاض في عدد الموظَّفين كان نتيجة التقاعد الطوعيّ.
أعلنت الشركة في يونيو عام 2012 عن استحواذها على شركة هيوز للمعلوماتية البعديّة المُصنِّعة لمعدَّات السيَّارات اللاسلكيَّة في صفقة بلغت قيمتها 612 مليون دولار، وذلك كجزء من خطتها الاستراتيجيَّة للتوسع في نواحي جديدة من قطاع الاتصالات اللاسلكيَّة. وفي نفس الشهر شهدت خدمة تحديد موقع مُتصلي أرقام الطوارئ التي تُقدِّمها الشركة أعطالًا أوقفتها عن عملها في عدَّة ضواحي شمال مدينة واشنطن العاصمة بولاية فرجينيا جراء العواصف الرعديَّة الشديدة التي ضربت المنطقة في يونيو عام 2012 مما أدَّى إلى توقف الخدمة لعدَّة أيام. فتحت هيئة الاتصالات الفيدراليَّة تحقيقًا في الحادثة، وأصدرت تقريرًا يُفصِّل المشاكل التي أدَّت إلى تعطل الخدمة في يناير عام 2013. قالت فيرايزون أنَّها تعمل على معالجة جميع المشاكل الواردة في تقرير الهيئة، ومن ضمنها الأسباب الكامنة وراء تعطّل المولِّدات الكهربائيَّة حيث قالت الشركة أنَّها في صدد إجراء مراجعة شاملة لأنظمة الدعم الاحتياطيّ، فضلًا عن التقليل من مركزية نُظم المراقبة المرتبطة بالخدمة. هذا وقد أشارت هيئة الاتصالات الفيدراليَّة في هذا الصدد إلى حاجة فيرايزون لإجراء تحسينات أخرى على هذه الخدمة الأساسيَّة.
أصدرت هيئة الاتصالات الفيدراليَّة حكمًا في يوليو عام 2012 ألزمت فيه الشركة بإيقاف أخذ رسوم إضافيَّة من عملاءها مقابل استعمالهم لهواتفهم الذكيَّة وحواسبهم اللوحيَّة في توصيل شبكات إنترنت الجيل الرابع لأجهزة أخرى لاسلكيًا (باستعمال تقنية نقاط الوصول المحمولة) حيث كانت الشركة تتقاضى رسم شهريّ إضافيّ بقيمة 20 دولارًا على استعمال التقنية حتَّى من عملاءها الذين اشتروا من فيرايزون باقات «غير محدودة». وهكذا قامت فيرايزون بإبرام تسوية ماليَّة طوعيَّة مع وزارة الخزانة الأمريكيَّة سدَّدت فيها مبلغ 1.25 مليون دولار.
أعلنت وزارة العدل الأمريكيَّة في أغسطس عام 2012 عن موافقتها على صفقة شراء الشركة لحقوق الخدمات اللاسلكيَّة المتقدمة من مجموعة من الشركات الكابليَّة ومن بينها كومكاست، وتايم وورنر كيبل، وبرايت هاوس بمبلغ 3.9 مليار دولار. بدأت فيرايزون بعد ذلك في أكتوبر عام 2013 بالعمل على توسيع شبكاتها العاملة بتقنية التطور طويل الأمد باستعمال موجات الاتصال الجديدة المربوطة.
نقلت صحيفة الغارديان في تقرير نشرته بتاريخ 5 يونيو عام 2013 عن حصولها على أمر موجَّه إلى فيرايزون صادر عن مكتب التحقيقات الفيدراليّ ومختوم بموافقة المحكمة الأمريكيَّة لمراقبة المخابرات الأجنبيَّة، يطلب من الشركة تسليم وكالة الأمن القوميّ البيانات الفوقيَّة الهاتفيَّة لجميع المكالمات الصادرة من الولايات المتَّحدة. لم تكن شركة فيرايزون للاتصالات اللاسلكيَّة جزءًا من عملية جميع بيانات الحساب اللاسلكيَّة التي نفَّذتها وكالة الأمن القوميّ بسبب مشاكل ملكية أطراف أجنبيَّة لحصص من الشركة.
في سبتمبر عام 2013، استحوذت فيرايزون على نسبة 45% من أسهم شركة فيرايزون للاتصالات اللاسلكيَّة المملوكة سابقًا لشركة فودافون في صفقة بلغت قيمتها 130 مليار دولار. وفي النهاية أبرمت الشركتان على الصفقة بتاريخ 21 فبراير عام 2014 مما جعل شركة فيرايزون للاتصالات المالك الوحيد لشركة فيرايزون للاتصالات اللاسلكيَّة. وأصبحت هذه الصفقة ثالث أكبر صفقة تجاريَّة في التاريخ.
أصدرت محكمة الاستئناف الأمريكيَّة لدائرة مقاطعة كولومبيا حكمًا بإسقاط القواعد الناظمة لحياد الإنترنت في 14 يناير عام 2014. وجاء هذا القرار على خلفية الدعوى التي كانت فيرايزون قد رفعتها على قواعد الحياد بغية إبطالها في يناير عام 2010. أصدرت محكمة الاستئناف الأمريكيَّة لدائرة مقاطعة كولومبيا في يونيو عام 2016 حكمًا مفصَّلًا بلغت عدد صفحاته 184 صفحة يؤيِّد فيها قواعد حياد الإنترنت التي وضعتها هيئة الاتصالات الفيدراليَّة ومبدأ اعتبار إتاحة الوصول للاتصال بالنطاق العريض كحاجة أساسيَّة مطابقة في أهميتها للمرافق العامَّة. صوَّت قاضيين فيها من أصل ثلاثة قضاة لصالح إصدار الحكم، في حين اعتراض عليه قاضٍ واحد. هذا وقد أعلنت أيه تي أند تي وعدد من شركات الاتصال الأخرى عن اعتزامها استئناف الحكم أمام المحكمة العليا الأمريكيَّة.
نقلت صحيفة وول ستريت جورنال تقرير في 22 يناير عام 2014 أفادت فيه عن تلقي الشركة لأكثر من ألف مذكرة قانونيَّة للحصول على معلومات حول مشتركيها على أسس الحفاظ على الأمن القوميّ. هذا وقد بلغ مجموع طلبات معلومات العملاء التي قدَّمتها السلطات الأمنيَّة في الولايات المتَّحدة للشركة على مستوى الولايات والمستويَّين الفيدراليّ والمحليّ 321,545 طلب. أعلنت فيرايزون في مايو عام 2015 عن موافقتها على تسديد تسوية ماليَّة بمبلغ 90 مليون دولار لإغلاق تحقيقات كانت قد فتحتها كل من السلطات الفيدراليَّة وسلطات الولايات الأمريكيَّة بخصوص اِدِّعاءات عن قيام الشركة بفرض رسوم زائدة عن حدِّها على عملاءها ممن اشتركوا في باقات رسائل قصيرة مُميزة.
أطلقت شركة فيرايزون للاتصالات اللاسلكيَّة موقع «شوغر سترينغ» الخاص بمتابعة آخر مستجدات الأخبار التقنيَّة في أواخر أكتوبر عام 2014. سرعان ما أثار الموقع -الذي اعتبرته الشركة مشروعًا تجريبيًا- جدالًا بعدما تفشَّت معلومات أفادت بمنع الكتَّاب العاملين فيه من نشر مقالات حول المواضيع المرتبطة بحياد الإنترنت أو المراقبة الداخليَّة. بيدَّ أنَّ فيرايزون نفت هذه التقارير حول الموقع، ولكنَّها ما لبث أن بادرت إلى إغلاقه في شهر ديسمبر من نفس العام.
كشفت فيرايزون خدمة وجهاز هوم الخاص بالكشف عن الأعطال في المركبات ومتابعتها في أغسطس عام 2015. أعلنت الشركة في 1 أغسطس عام 2016 عن استحواذها على شركة فليتماتكس لتقنيات نظم الحاسوبيَّات البُعديَّة الخاصَّة بأساطيل النقل التجاريّ. بلغت قيمة صفقة الاستحواذ على الشركة 2.4 مليار دولار. ابتغت فيرايزون من هذه الصفقة تسخير إمكانيات الشركة التي تتخذ من مدينة دبلن الأيرلنديَّة مقرًّا لها، في تصنيع منتجات خاصَّة ستبيعها إلى الشركات المهتمة لتعزيز قدرات قواها العاملة من الناحيتين اللوجستيَّة والتنقليَّة. أعلنت فيرايزون عن استحواذها على شركة سينستي الناشئة لتصنيع أجهزة الإنارة الذكيَّة المعتمدة على تقنية الثنائيات الباعثة للضوء في 12 سبتمبر عام 2016. رمت الشركة من الصفقة إلى تعزيز وتوسيع دائرة عملها في مجال إنترنت الأشياء.
اتَّهمت منظَّمة عمَّال الاتصالات الأمريكيَّة شركة فيرايزون في أكتوبر عام 2016 بتعمُّد رفض الشركة لصيانة الخطوط النحاسيَّة التابعة لمرافقها الهاتفيَّة. إذ نشرت المنظَّمة مذكِّرات داخليَّة ووثائق أخرى تُثبت قيام الشركة بإصدار أوامر تطلب فيها من عمَّال الشركة في ولاية بنسلفانيا عدم القيام بإصلاح الخطوط النحاسيَّة، وتحويل العملاء الذين يشتكون من أعطال الخطوط في المناطق التي تعاني من مشاكل في الشبكة الهاتفيَّة إلى نظام فويس لينك لخدمة العملاء المرتبط بعمليات الشركة في مجال الاتصالات الهاتفيَّة اللاسلكيَّة. يشوب نظام فويس لينك لخدمة العملاء عدَّة مشكلات منها عدم ملائمته مع الأجهزة والخدمات التي تتطلب نقل البيانات عبر الخطوط الهاتفيَّة، فضلًا عن اعتماده على التخزين الاحتياطيّ للطاقة في حال انقطاع التيار. حذَّرت المذكرة الفنيين الذين لا يتبِّعون هذه السياسة من مغبَّة مواجهة «إجراءت عقابيَّة تصل إلى الفصل». ردَّ متحدِّث باسم فيرايزون على هذه الاِدِّعاءات بقوله أنَّ أولوية الشركة ارتكزت في المقام الأول على إصلاح الأعطال واستعادة الخدمة للعملاء المُتضرّرين بأسرع وقت ممكن، وأدَّعى أن اللجوء إلى نظام فويس لينك كان إجراءً احترازيًّا اعتمدته الشركة في حال حدوث مشاكل أكبر في البنية التحتيَّة. كما أضاف المتحدِّث بقوله أنَّه «لا مجال للخوض في تعرُّض أولئك الذين يتعمَّدون تجاهل العملاء إلى التأديب».
أعلنت الشركة في نوفمبر عام 2016 عن استحواذها على شركة سوشال رادار وهي شركة ناشئة تعمل في مجال تقنيات تحديد الموقع الجغرافيّ حيث كشفت فيرايزون عن اعتزامها إدخال تقنيات الشركة في خدمة مابكويست التابعة لها.
نشرت صحيفة واشنطن بوست تقريرًا في 26 يناير عام 2017 أفاد بإجراء محادثات لدمج فيرايزون مع شركة تشارتر للاتصالات. وبعد ذلك أعلنت فيرايزون في عام 2017 عن دخولها في شراكة مع شركة آلي لتطوير عدد من مواقع العمل المشتركة مع شركات أخرى.
قاضت سلطات مدينة نيويورك شركة فيرايزون في 13 مارس عام 2017، وجاء ذلك بعد حدوث انتهاك في اتفاق التوصيل الكبليّ المُبرم بين الطرفين، والذي اشترط على الشركة تمديد شبكة تعمل بتقنية الألياف الضوئيَّة في جميع الوحدات السكنيَّة في المدينة بحلول 30 يونيو عام 2014. خالفت فيرايزون هذه الاِدعاءات حيث أشارت إلى عدم سماح أصحاب كثير من المنازل والشقق للشركة بتركيب معدَّات الشبكة ضمن ممتلكاتهم، فضلًا عن وجود تفاهم مع الحكومة المحليَّة على وصل شبكة الألياف بنفس الخطوط الهاتفيَّة النحاسيَّة، وهو ما يعني عدم الحاجة إلى تمرير الخطوط من أمام جميع منازل المدينة بالضرورة.
أعلنت الشركة في 27 أبريل عام 2017 عن صفقة بقيمة 10 ملايين دولار للاستثمار بشركة رينوفو للسيَّارات ذاتيَّة القيادة والتي تتخذ من مدينة كامبيل بولاية كاليفورنيا مقرًّا لها.
أعلنت الشركة في عام 2018 عن استحداث شركة فرايزون كونيكت الفرعيَّة التي جمعت تحت مظلَّتها كلًا من شركة تيليماتكس، وفليتماتكس، وتيلوغيس.
كشفت فيرايزون في 17 يناير عام 2019 عن رغبتها تقديم ميزات لمكافحة السخام الإلكترونيّ والمكالمات الآليَّة المسجَّلة مجانًا لجميع عملائها اعتبارًا من شهر مارس.
بدأت الشركة بتفعيل عمل شبكة الجيل الخامس الخاصَّة بالهواتف المحمولة في الولايات المتَّحدة بدءًا من شهر أبريل في عام 2019. هذا وقد أصبحت الشبكة الجديدة متاحة في ثلاثين مدينة بحلول نهاية العام. ينحصر النطاق المستعمل في شبكة فيرايزون للجيل الخامس على الأمواج المليمتريَّة فقط، وذلك على عكس نظيراتها من شركات اتصال المحمول الأخرى في الولايات المتَّحدة. تستطيع هذه الأمواج بلوغ سرعات عاليَّة للغاية، ولكن يعيبها محدودية تغطيتها، فضلًا عن قدرتها الضعيفة نسبيًا على اختراق المباني.
أعلنت الشركة عن استحواذها على خدمة بلوجينز لإجراء المؤتمرات المرئيَّة في 15 مايو عام 2020. وقد جاء هذا الإعلان في ظل مساعي الشركة لتوسيع وإغناء مجال أعمالها ولا سيما في مجال الاتصالات المُوحَّدة. لم تُصرِّح الشركة بقيمة هذه الصفقة، ولكن يظن المراقبون أنَّ قيمتها تقترب من الـ500 مليون دولار. هذا وقد توقعت الشركة الانتهاء من عملية النقل والضم في النصف الثاني من عام 2020. كذلك أعلنت الشركة في شهر سبتمبر من نفس العام عن اعتزامها الاستحواذ على شركة تراكفون للاتصالات اللاسلكيَّة بقيمة 6.25 مليار دولار. هذا وتعدّ تراكفون شق فرعيّ تابع لشركة أميركا موفيل المكسيكيَّة للاتصالات.
تعاونت فيرايزون مع شركة أبل على إدخال شبكة إنترنت الجيل الخامس لسلسلة هواتف الآي فون 12 في أكتوبر عام 2020.

#### الاستحواذ على أيه أو إل وياهو!
أعلنت فيرايزون في 12 مايو عام 2015 عن نيَّتها الاستحواذ على شركة أيه أو إل في صفقة قُدِّرت قيمتها بنحو 4.4 مليار دولار حيث ستدفع الشركة فيها 50 دولارًا على السهم الواحد. وأعقب ذلك إعلان الشركة في السنة اللاحقة عن اعتزامها الاستحواذ على معظم عمليات الإنترنت الأساسيَّة لشركة ياهو! في صفقة قُدِّرت قيمتها بنحو 4.83 مليار دولار. هذا وقد ضمَّت فيرايزون الشركتين بعد اتمام صفقتيّ الاستحواذ عليهما إلى شركة أوث الفرعيَّة المُتأسِّسة حديثًا. لم تشمل صفقة استحواذ ياهو حصَّة الشركة في مجموعة علي بابا، والفرع اليابانيّ من ياهو.
أعلنت فيرايزون في 16 مارس عام 2017 عن توقيفها لخدمات البريد الإلكترونيّ التي تُقدِّمها الشركة إلى مشتركيها وذلك من أجل نقل هذه الخدمات إلى خدمة أيه أو إل للبريد الإلكترونيّ.
أكَّد المدير التنفيذيّ للشركة لويل مكآدم في 23 مايو عام 2017 عن وجود خطط ترمي من خلالها الشركة إلى إطلاق خدمتها الخاصَّة لعرض الأفلام والمسلسلات التلفزيونية عبر الإنترنت. كما أشارت الشركة إلى تنظيمها لخدمات شركة أوث الفرعيَّة التي تجمع عمليات شركتيّ أيه أو إل وياهو تبعًا للأنواع الأساسيَّة المحتوى اللذين تقدمانه.
استكملت فيرايزون صفقة الاستحواذ على ياهو بعد تسديدها لمبلغ 4.48 مليار دولار بتاريخ 13 يونيو عام 2017.

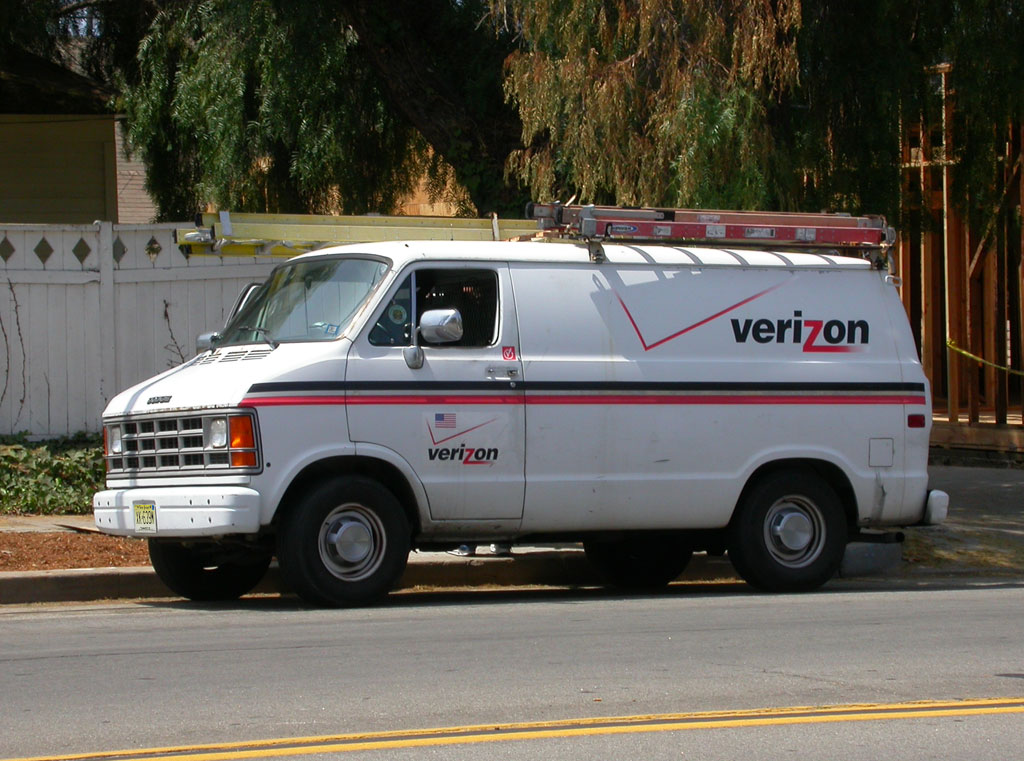
شاحنة تابعة لشركة فيرايزون

أعلنت فيرايزون في 10 ديسمبر عام 2018 عن موافقة 10,400 من موظَّفي الشركة على ترك أعمالهم كجزء من «برنامج للانفصال الطوعيّ» الذي كانت الشركة قد عرضته على 44 ألف موظَّف، وهو ما أدَّى إلى تخفيض قوَّتها العاملة بنسبة 7%. كما أعلنت الشركة في نفس الوقت عن تخفيض قيمة أصول قسمها المعني بالشؤون الإعلاميَّة بنحو 4.6 مليار دولار، وذلك على خلفية ارتفاع مستوى التنافسيَّة الذي واجهته الشركة، والضغوط السوقيَّة المتزايدة خلال عام 2018، وهو ما أدَّى إلى تراجع قيمة العائدات إلى حدود أقل من المستويات المتوقعة.
أطلقت فيرايزون في 14 يناير عام 2020 مُحرِّك بحث «وون سيرتش» المعني بالحفاظ على خصوصية المستخدم.

## الأرباح والإيرادات
بلغت أرباح فيرايزون خلال سنة 2019 الماليَّة 19.265 مليار دولار، في حين بلغت قيمة عائداتها خلال تلك السنة 131.868 مليار دولار وهو زيادة بنسبة 0.77% عن السنة الماليَّة السابقة. تجاوز سعر تداول الشركة 45 دولارًا للسهم الواحد، بينما ناهزت القيمة السوقيَّة للشركة 229.1 مليار دولار في شهر أكتوبر من عام 2018. وقد احتلَّت فيرايزون المرتبة السادسة عشر على قائمة فورتشين 500 لأضخم الشركات الأمريكيَّة من حيث العائدات في عام 2018، وتراجعت للمرتبة العشرين في عام 2020.
| السنة | العائد (بملايين الدولارات) | صافي الدخل (بملايين الدولارات) | مجموع الأصول (بملايين الدولارات) | سعر السهم الواحد (بالدولار) | عدد الموظَّفين |
| ----- | -------------------------- | ------------------------------ | -------------------------------- | --------------------------- | ------------ |
| 2005  | 69,518                     | 7,397                          | 168,130                          | 33.85                       |              |
| 2006  | 88,182                     | 6,197                          | 188,804                          | 34.05                       |              |
| 2007  | 93,469                     | 5,521                          | 186,959                          | 41.22                       |              |
| 2008  | 97,354                     | −2,193                         | 202,352                          | 34.90                       |              |
| 2009  | 107,808                    | 4,894                          | 226,907                          | 30.46                       |              |
| 2010  | 106,565                    | 2,549                          | 220,005                          | 30.41                       |              |
| 2011  | 110,875                    | 2,404                          | 230,461                          | 36.64                       |              |
| 2012  | 115,846                    | 875                            | 225,222                          | 42.00                       |              |
| 2013  | 120,550                    | 11,497                         | 274,098                          | 48.66                       | 176,800      |
| 2014  | 127,079                    | 9,625                          | 232,616                          | 48.61                       | 177,300      |
| 2015  | 131,620                    | 17,879                         | 244,175                          | 47.17                       | 177,700      |
| 2016  | 125,980                    | 13,127                         | 244,180                          | 51.40                       | 160,900      |
| 2017  | 126,034                    | 30,101                         | 257,143                          | 48.24                       | 155,400      |
| 2018  | 130,863                    | 15,528                         | 264,829                          | 52.08                       | 144,500      |
| 2019  | 131,868                    | 19,265                         | 291,727                          | 58.06                       | 135,000      |

## الحملات التسويقية
أدارت شركة فيرايزون للاتصالات منذ انطلاقتها عددًا من الحملات التسويقيَّة كان من أبرزها:

### حملة «هل تستطيع سماعي الآن؟»
أطلقت شركة فيرايزون للاتصالات اللاسلكيَّة المُتأسِّسة حديثًا حملة «هل تستطيع سماعي الآن؟» في عام 2001. ظهر في الحملة المُمثِّل بول ماركاريلي الذي لعب دور شخصية «رجل الاختبار»، وهي شخصية مُستمدة عن موظَّفي شبكة فيرايزون. يجوب رجل الاختبار البلاد طارحًا سؤال «هل تستطيع سماعي الآن؟» على من يلتقي بهم من الناس في طريقه. هذا وقد جاءت فكرة الحملة من وكالة بوزيل النيويوركيَّة. ظلَّت الشركة تعرض إعلانات ترويجيَّة مرتبطة بالحملة خلال الفترة الممتدة من مطلع عام 2001 حتَّى شهر سبتمبر من عام 2010. أظهرت بيانات صادرة عن شركة مجموعة يانكي للإحصاء التقنيّ أنَّ الشركة حقَّقت زيادة صافيَّة في عدد العملاء الجدد المسجّلين خلال السنوات الأولى من الحملة بنسبة 10% وهو ما يُعادل مجموعه 32.5 مليون عميل في عام 2002. وازدادت نسبة النمو لتصل إلى 15% في عام 2003 ما رفع عدد المستخدمين الكليّ إلى 37.5 مليون عميل. كما تراجع مُعدَّل تخلّي العملاء عن عقود اشتراكهم من 2.5% في عام 2000 إلى 1.8% في عام 2001. توقَّف ماركاريلي عن العمل لصالح الشركة في عام 2011، ليصبح مُتحدِّثًا باسم شركة سبرينت.

### حملة «هناك خريطة من أجل لذلك»
أطلقت الشركة حملة «هناك خريطة من أجل ذلك» في أواخر عام 2009 بهدف السخرية من حملة «هناك تطبيق من أجل ذلك» التي كانت قد أطلقتها منافستها أيه تي أند تي. عرضت الإعلانات مقارنة بين خريطة التغطية اللاسلكيَّة لشبكة فيرايزون وبجانبها خريطة لتغطية شبكة أيه تي أند تي. وهكذا سرعان ما بادرت الأخيرة إلى رفع دعوى على فيرايزون في محكمة أتلانتا الفيدراليَّة في مطلع نوفمبر عام 2009 مدَّعيةً أنَّ الخرائط المُستعملة في الإعلانات كانت مُضلِّلة. أسقطت أيه تي أند تي هذه الدعوى بعد شهر، وذلك بالتزامن مع إسقاط فيرايزون لدعوى مشابهة على منافستها.

### حملة «هذا ليس رائعًا»
انضمَّت فيرايزون في عام 2009 إلى شراكة جمعت كلًا من منظَّمة المجلس الإعلانيّ الأمريكيّ، ومنظَّمة مستقبل بلا عنف، ومكتب العنف ضد المرأة في حملة إعلانيَّة توعويَّة تحت عنوان «هذا ليس رائعًا». هدفت الحملة إلى توعية المراهقين حيال موضوع الإساءة النفسيَّة على مواقع المواعدة والتعرف عبر الإنترنت، والتأكيد على المشاركة الإيجابيَّة الفعَّالة لمنع حدوث هذه الظاهرة. عرضت فيرايزون إعلانات الحملة على خدمتها اللاسلكيَّة المحمولة، وخدمة فيوس التلفزيونيَّة، وخدمة فيوس للاتصال بالإنترنت.

### حملة «أجوبة مؤثِّرة»
أطلقت فيرايزون حملة «أجوبة مؤثِّرة» في شهر يناير عام 2013. الحملة من تصميم وكالة مكغاري بوين، وهي عبارة عن مسابقة تُمنح جوائزها الماليَّة البالغة قيمتها 10 ملايين دولار للأفراد الذين وجدوا حلولًا مُبتكرة لما تعتبره المسابقة «أكبر التحديات التي يواجهها العالم» من خلال الاستفادة من مجموعة من الميزات التي تُقدِّمها الشركة وهي خدمات للحوسبة السحابيَّة، وخدمة الاتصال بالإنترنت بتقنية النطاق السريع، والشبكات اللاسلكيَّة. أعلنت الشركة عن الفائزين بالمسابقة في معرض الإلكترونيات الاستهلاكيَّة الذي أُقِيمَ في عام 2014. فازت شركة سمارت فيجن لابز من ولاية رود آيلاند بفئة الصحة، في حين فازت شركة تايني تاب الإسرائيليَّة بالفئة التعليميَّة، وفازت شركة موزاييك من مدينة أوكلاند بولاية كاليفورنيا بالجائزة عن فئة الاستدامة.

### حملة «ألهموا عقلها»
أطلقت فيرايزون حملة «ألهموا عقلها» للتوعية وتعزيز اهتمام الفتيات بمجالات العلوم والتقانة والهندسة والرياضيات في شهر يونيو من عام 2014. كما جاءت هذه الحملة على خلفية الاستطلاعات التي أجرتها مؤسَّسة العلوم الوطنيَّة الأمريكيَّة في أبحاثها والتي وجدت أنَّ نسبة 66% من البنات في الصف الرابع الابتدائيّ أبدوا اهتمامهم بالعلوم والرياضيات، في حين لم تتجاوز نسبة النساء اللواتي تخصَّصن باختصاصات جامعيَّة مرتبطة بالعلوم والرياضيات سوى 18% فقط.

### حملة «قصص الجانب الآخر»
أطلقت فيرايزون حملة «قصص الجانب الآخر» في فبراير عام 2015. هدفت هذه الحملة إلى إظهار الفروق بين خدمة إنترنت فيرايزون وخدمات منافسيها حيث ظهر في هذه الإعلانات شخصان يقفان بجانب بعضهما ويرويان قصة لذات الموقف، ولكن أحدهما كان مشترك بشبكة إنترنت فيرايزون أو خدمة فيوس التابعة للشركة، والآخر بأحد شبكات الإنترنت الأخرى.

### حملة «الأفضل هو الأهم»
أطلقت فيرايزون حملة إعلانيَّة حملت عنوان «الأفضل هو الأهم» بغية الترويج لشبكتها في عام 2016.

### حملة «القدرة الإنسانية»
أطلقت فيرايزون حملة «القدرة الإنسانيَّة» في عام 2017. سعت الشركة من خلال هذه الحملة إلى إظهار مدى تنوع مصادر دخل الشركة وتقاناتها المختلفة الأخرى عدا تلك المرتبطة بالهواتف الذكيَّة. شملت الحملة إعلانات تعمل على الترويج لنشاطات الشركة في مجالات الإعلان الإلكترونيّ، والإعلام، وجمع البيانات، وإنترنت الأشياء، والمدن الذكيَّة، والحاسوبيَّات البُعديَّة.

## الهيكلية الإدارية

### مجلس الإدارة
يتألَّف مجلس إدارة فيرايزون من الأشخاص الواردة أسمائهم أدناه (اعتبارًا من شهر يوليو عام 2019):
- هانز فيستبرغ، الرئيس والمدير التنفيذيّ
- شيلي أرشمبو
- مارك بيرتوليني
- فيتوريو كولاو
- ميلاني هيلي، الرئيسة السابقة لشركة بروكتر وغامبل[185]
- كلارنس أوتس الابن
- دانيال شولمان
- رودني سلاتر
- كاثرين تيسيجا، الرئيسة التنفيذيَّة السابقة لشركة تارغت
- غريغوري ويفر، المدير التنفيذيّ السابق لقسم التدقيق والمخاطر في شركة ديلويت

### المدراء التنفيذيين
اعتبارًا من عام 2019:
- هانز فيستبرغ، الرئيس والمدير التنفيذيّ
- رونان دون، نائب الرئيس التنفيذيّ والمدير التنفيذيّ لمجموعة فيرايزون الاستهلاكيَّة
- تامي إروين، نائبة الرئيس التنفيذيَّة والمديرة التنفيذيَّة لمجموعة فيرايزون للأعمال
- غورو غورابان، نائب الرئيس التنفيذيّ والمدير التنفيذيّ لمجموعة فيرايزون الإعلاميَّة

## المسؤولية المهنية
تُعدّ مؤسَّسة فيرايزون الذراغ الخيريّ لشركة فيرايزون للاتصالات. تقوم المؤسَّسة بالتبرع بنحو 70 مليون دولار سنويًا لمجموعة من المنظَّمات غير الربحيَّة. ينصب تركيز واهتمام المؤسَّسة على قضايا التعليم، ومكافحة العنف المنزليّ، وإدارة الطاقة. كما أولت مبادرات فيرايزون التعليميَّة اهتمامًا بمجالات العلوم والتقانة والرياضيات والهندسة، ومن الأمثلة على ذلك رعاية الشركة لمسابقة تهدف لمساعدة الطلاب على تطوير مفاهيم مرتبطة بالتطبيقات المحمولة، ومبادرة فيرايزون المدرسيَّة للتعلم الابتكاريّ التي تعمل على تنمية مهارات المعلِّمين من الناحية المهنيَّة في مجالات عدَّة، بالإضافة إلى مبادرة الشركة الراميَّة إلى توفير العتاد والخدمات اللاسلكيَّة كجزء من برنامج التأهيل الطلابيّ الخاص الذي طرحه الرئيس باراك أوباما. كما تشرف الشركة على كل من مبادرة هوب لاين الهادفة إلى تأمين هواتف محمولة لنحو 180 ألف امرأة من ضحايا العنف المنزليّ، ومبادرة لتقديم المنح لضحايا العنف المنزليّ ومساعدتهن على افتتاح أعمال تجاريَّة منزليَّة تساعدهن على كسب لقمة عيشهن. كذلك أعلنت فيرايزون على خطة للاستثمار بالألواح الشمسيَّة وخلايا وقود الغاز الطبيعيّ في منشآتها كجزء من مبادرة الشركة لخفض انبعاثات الكربون بنسبة 50% بحلول عام 2020. ومن شأن هذه الخطّة جعل فيرايزون من الشركات الرائدة من ناحية الطاقة الشمسيَّة على مستوى شركات الاتصالات الأمريكيَّة.
أعلنت فيرايزون عن دخولها سوق السندات البيئيَّة مع طرحها مليار دولار في 5 فبراير عام 2019. وفي النهاية بلغت مناقصات المستثمرين على هذا الطرح السنديّ نحو 8 مليارات دولار. أبدت الشركة رغبتها في الاستثمار بالطاقة المتجدِّدة من خلال تطوير مشاريع لتوفير الطاقة من خلال اللجوء إلى طاقة الرياح والطاقة الشمسيَّة، وتغيير المعدَّات، والانتقال إلى تقانات الجيل الخامس للاتصال اللاسلكيّ بالشابكة، مما سيلعب دورً حيويًا في الاستجابة المباشرة للطلب المتزايد على الطاقة باستعمال نظم إدارة الأبنية والمدن الذكيَّة، والمباني الخضراء الصديقة للبيئة، والنظم المستدامة لإدارة الموارد المائيَّة، فضلًا عن الحفاظ على التنوع الحيويّ.
قالت وكالة سي بوندز أنَّ سعر فائدة قسائم السندات البيئيَّة التي طرحتها فيرايزون يبلغ 3.875% ما يعني أن تاريخ استحقاقها سيكون يوم 5 أغسطس عام 2029. هذا وقد كان غولدمان ساكس، وميرل لينش المُحصِّليّن المصرفيَّين للصفقة.

## وصلات خارجية
- الموقع الرسمي
- فيرايزون الأعمال
- لمحة تاريخية عن فيرايزون للاتصالات نسخة محفوظة 18 سبتمبر 2008 على موقع واي باك مشين.